# Shinjū-kyō

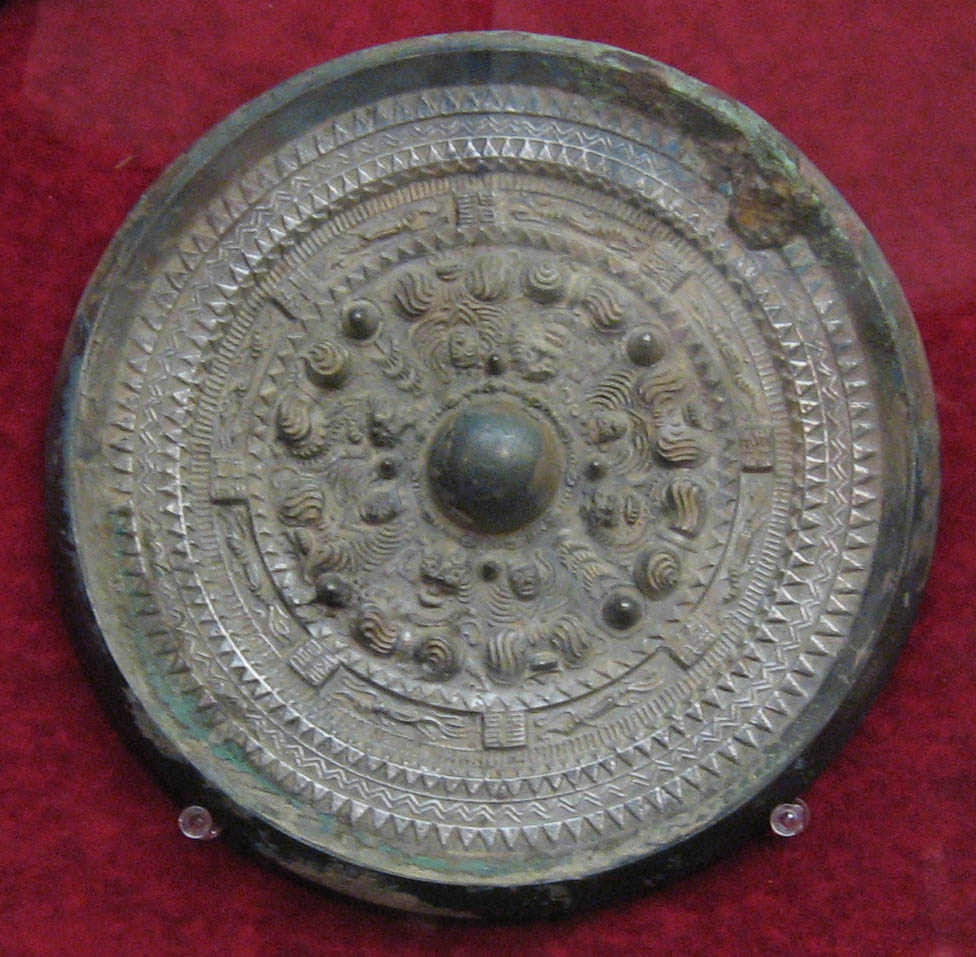
Sankakuen-shinjūkyō à Yamashiro (Kyoto).

Shinjū-kyō (神獣鏡, « miroir de la déité et de la bête ») est un ancien type de miroir en bronze japonais décoré d'images de dieux et d'animaux en relief de la mythologie chinoise et dont la face opposée est un miroir poli.

## Étymologie
L'étymologie de shinjū-kyō est dérivé du chinois shen (神, « esprit ; dieu »), Xian (仙, « transcendant ; immortel »).

## Archéologie
Le style shinjū-kyō de miroir de bronze vient de Chine et fut souvent produit durant la dynastie Han, les trois Royaumes de Chine et les six dynasties (Ier au VIe siècle).
Des excavations archéologiques de tombes japonaises de la période Kofun (Ier au VIIe siècle) ont révélé de nombreux shinjū-kyō, et les divisent dans plusieurs sous-types incluant:  
- sankakuen-shinjū-kyō (三角縁神獣鏡?, « miroir de bêtes et de dieux à bord triangulaire ») ;
- gamontai-shinjū-kyō (画文帯神獣鏡?, « miroir de bêtes et de dieux décoré en bandes ») ;
- hirabuchi-shinjū-kyō (平縁神獣鏡?, « miroir de bêtes et de dieux à bord plat »).

La tombe Kurotsuka kofun est une tombe excavée dans la préfecture de Nara contenant 33 sankakuen-shinjū-kyō miroirs de bronze. Certains scientifiques (Edwards 1998, 1999 ; Nishikawa 1999) croient qu'il s'agit là des miroirs originaux de l'empereur Cao Rui présentés à la reine Himiko, mais certains autres le nient.

## Reflets et motifs
Des copies de ces miroirs ont révélé que les motifs sont projetables sur une surface au moyen d'une lumière directe comme les reflets du soleil.

## Source de la traduction
- (en) Cet article est partiellement ou en totalité issu de l’article de Wikipédia en anglais intitulé « Shinju-kyo » (voir la liste des auteurs).